# Swietłana Carukajewa
Swietłana Kaspołatowna Carukajewa (ros. Светлана Касполатовна Царукаева; ur. 25 grudnia 1987 w Władykaukazie) – rosyjska sztangistka, czterokrotna medalistka mistrzostw świata i trzykrotna medalistka mistrzostw Europy. Startowała w kategorii do 63 kg. 
W 2012 roku zdobyła srebrny medal podczas igrzysk olimpijskich w Londynie, wyprzedziła ją tylko Majia Maneza z Kazachstanu. W kwietniu 2017 roku została zdyskwalifikowana i pozbawiona medalu po tym jak w jej organizmie wykryto doping. Brała też udział w igrzyskach olimpijskich w Pekinie cztery lata wcześniej, jednak nie była klasyfikowana. 
Na mistrzostwach świata w Paryżu w 2011 roku zwyciężyła, ustanawiając rekord świata w rwaniu z wynikiem 117 kg. Ponadto wywalczyła srebrne medale podczas mistrzostw świata w Santo Domingo (2006), mistrzostw świata w Chiang Mai (2007) i mistrzostw świata w Goyang (2009).

## Osiągnięcia
| Rok  | Zawody             | Miasto        | Miejsce | Kategoria | Wynik  |
| ---- | ------------------ | ------------- | ------- | --------- | ------ |
| 2006 | Mistrzostwa świata | Santo Domingo | 2       | do 58 kg  | 233 kg |
| 2007 | Mistrzostwa świata | Chiang Mai    | 2       | do 63 kg  | 250 kg |
| 2009 | Mistrzostwa Europy | Bukareszt     | 3       | do 63 kg  | 231 kg |
| 2009 | Mistrzostwa świata | Koyang        | 2       | do 63 kg  | 246 kg |
| 2010 | Mistrzostwa Europy | Mińsk         | 2       | do 63 kg  | 244 kg |
| 2011 | Mistrzostwa Europy | Kazań         | 2       | do 63 kg  | 245 kg |
| 2011 | Mistrzostwa świata | Paryż         | 1       | do 63 kg  | 255 kg |